# Breviceps bagginsi
Breviceps bagginsi es una especie  de anfibios de la familia Brevicipitidae.

## Distribución geográfica
Endémica de la provincia de KwaZulu-Natal (Sudáfrica). 

## Estado de conservación
Se encuentra amenazada de extinción por la pérdida de su hábitat natural.